# Mitrella guanahaniensis
Mitrella guanahaniensis is een slakkensoort uit de familie van de Columbellidae. De wetenschappelijke naam van de soort is voor het eerst geldig gepubliceerd in 2004 door Faber.